# Malacoptila
Malacoptila är ett släkte i familjen trögfåglar inom ordningen jakamar- och trögfåglar. Släktet omfattar sju arter som förekommer från sydöstra Mexiko till sydöstra Brasilien och Bolivia:
- Månbröstad trögfågel (M. striata)
- Vitbröstad trögfågel (M. fusca)
- Rostnackad trögfågel (M. semicincta)
- Svartstreckad trögfågel (M. fulvogularis)
- Rosthalsad trögfågel (M. rufa)
- Vitskäggig trögfågel (M. panamensis)
- Mustaschtrögfågel (M. mystacalis)